# Réseau de bus Île-de-France Ouest
Le réseau de bus Île-de-France Ouest est un réseau de transports en commun par autocars circulant en Île-de-France, organisé par l'autorité organisatrice Île-de-France Mobilités. Il est exploité par la Compagnie française des transports régionaux (CFTR) à travers la société Francilité Express Ouest, naissant d'un groupement de la SAVAC et des Cars Lacroix, à partir du 1er janvier 2024.
Il se compose de 16 lignes, majoritairement sous le label « Express », desservant l'Essonne, le Val-d'Oise et les Yvelines.

## Développement du réseau

### Ouverture à la concurrence
En raison de l'ouverture à la concurrence des transports en commun en Île-de-France, le réseau de bus Île-de-France Ouest est créé le 1er janvier 2024, correspondant à la délégation de service public numéro 38 établie par Île-de-France Mobilités. Un appel d'offres a donc été lancé par l'autorité organisatrice afin de désigner une entreprise qui exploitera le réseau pour une durée de six ans. C'est finalement le groupe Compagnie française des transports régionaux (CFTR) à travers la société Francilité Express Ouest, qui a été désigné lors du conseil d'administration du 28 juin 2023.
À la date de son ouverture à la concurrence, le réseau se composait des lignes 15, 17, Express 78 et Express 78S de Hourtoule, 39-12, 39-34 et Express 307 de la SAVAC, 80 des autocars Tourneux, Express 16 et 27 de l'établissement Transdev de Conflans, Express 4 de Transdev CSO, 475 du réseau de bus de Saint-Quentin-en-Yvelines, 501 de l'établissement Transdev de Houdan, 503 de l'établissement Transdev de Nanterre et Express 91-10 et 91-11 du réseau Albatrans, exploitées par Transdev Les Cars d'Orsay.

### Renumérotation des lignes
À partir du 6 janvier 2025, le réseau appliquera le nouveau principe de numérotation régionale unique planifié par Île-de-France Mobilités, supprimant ainsi les doublons. La correspondance entre anciens et nouveaux numéros est la suivante :
| Ancien numéro | Nouveau numéro |
| ------------- | -------------- |
| 501           | 5116           |
| 17            | 5117           |
| 39-12         | 5146           |
| 39-34         | 5153           |
| 91-10         | 5154           |
| 78S           | 5234           |
| 27            | 7802           |
| 503           | 7803           |
| 4             | 7804           |
| 475           | 7805           |
| 307           | 7807           |
| 80            | 7808           |
| 15            | 7815           |
| 16            | 7816           |
| 78            | 7818           |
| 91-11         | 9111           |

À cette même date certaines lignes sont modifiés :
- La ligne 5116 (ex-501) voit son départ de 6h55 en gare de Saint-Quentin-en-Yvelines prolongée de la gare d'Épône-Mézières à celle de Mantes-la-Jolie.
- La ligne 5153 (ex-39-34) voit son amplitude élargie de 5h58 à 19h45, elle est également renforcée aux heures de pointe.
- La ligne 7802 (ex-27) desservira désormais Pont Rive Droite et est prolongée à la gare de Pontoise.
- La ligne 7803 (ex-503) voit son itinéraire modifiée pour desservir Nanterre, elle est également renforcée avec 5 départs supplémentaires dans les 2 sens et un élargissement de l'amplitude horaire de 5h55 à 19h35.
- La ligne 7804 (ex-4) profite d'un aller-retour supplémentaire l'après midi vers 16h30.
- La ligne 7807 (ex-307) voit sa desserte de Buc et de la gare de Versailles-Chantiers supprimée.
- La ligne 7808 (ex-80) est renforcée avec 4 départs supplémentaires du lundi au vendredi et 2 départs supplémentaires le samedi avec en plus une amplitude horaire élargie jusqu'à 22h.
- La ligne 7815 (ex-15) desservira désormais Jacques Monod et Les Grands Jardins dans la commune de Plaisir, elle est également renforcée aux heures de pointe avec la création d'un service en direction de Saint-Cloud en pointe le matin, et de Plaisir en pointe le soir.
- La ligne 9111 voit son amplitude horaire élargie le soir jusqu'à 22h30.

## Lignes du réseau

### Lignes de 5110 à 5119
| Ligne | Caractéristiques | Caractéristiques                                                                     | Caractéristiques                                                                     | Caractéristiques                                                                     | Caractéristiques                                                                     | Caractéristiques                                                                     | Caractéristiques                                                                     | Caractéristiques                                                                     | Caractéristiques                                                                     |
| 5116  | Mantes-la-Ville — Gare routière ⥋ Saint-Quentin-en-Yvelines — Gare Routière des Prés | Mantes-la-Ville — Gare routière ⥋ Saint-Quentin-en-Yvelines — Gare Routière des Prés | Mantes-la-Ville — Gare routière ⥋ Saint-Quentin-en-Yvelines — Gare Routière des Prés | Mantes-la-Ville — Gare routière ⥋ Saint-Quentin-en-Yvelines — Gare Routière des Prés | Mantes-la-Ville — Gare routière ⥋ Saint-Quentin-en-Yvelines — Gare Routière des Prés | Mantes-la-Ville — Gare routière ⥋ Saint-Quentin-en-Yvelines — Gare Routière des Prés | Mantes-la-Ville — Gare routière ⥋ Saint-Quentin-en-Yvelines — Gare Routière des Prés | Mantes-la-Ville — Gare routière ⥋ Saint-Quentin-en-Yvelines — Gare Routière des Prés | Mantes-la-Ville — Gare routière ⥋ Saint-Quentin-en-Yvelines — Gare Routière des Prés |
| ----- | --- | ------------------------------------------------------------------------------------ | ------------------------------------------------------------------------------------ | ------------------------------------------------------------------------------------ | ------------------------------------------------------------------------------------ | ------------------------------------------------------------------------------------ | ------------------------------------------------------------------------------------ | ------------------------------------------------------------------------------------ | ------------------------------------------------------------------------------------ |
| 5116  | Ouverture / Fermeture — / — | Longueur —                                                                           | Durée 42-65 min                                                                      | Nb. d’arrêts 7                                                                       | Matériel —                                                                           | Jours de fonctionnement L, Ma, Me, J, V                                              | Jour / Soir / Nuit / Fêtes O / N / N / N                                             | Voy. / an —                                                                          | Dépôt Rosny-sur-Seine                                                                |
| 5116  | Desserte : - Villes et lieux desservis : Mantes-la-Ville, Mantes-la-Jolie, Mézières-sur-Seine, Épône, Aubergenville, Flins-sur-Seine et Montigny-le-Bretonneux - Gares desservies : Mantes-la-Jolie, Mantes-Station, Épône - Mézières et Saint-Quentin-en-Yvelines - Montigny-le-Bretonneux                |                                                                                      |                                                                                      |                                                                                      |                                                                                      |                                                                                      |                                                                                      |                                                                                      |                                                                                      |
| 5116  | Autre : - Zone traversée : 5 - Arrêts non accessibles aux UFR : — - Amplitudes horaires : La ligne fonctionne du lundi au vendredi de 5 h 40 à 9 h 3 puis de 16 h 40 à 19 h 32. - Date de dernière mise à jour : 10 janvier 2025.                                                                          |                                                                                      |                                                                                      |                                                                                      |                                                                                      |                                                                                      |                                                                                      |                                                                                      |                                                                                      |
| 5116  | Dernière actualisation : — |                                                                                      |                                                                                      |                                                                                      |                                                                                      |                                                                                      |                                                                                      |                                                                                      |                                                                                      |
| 5117  | Plaisir - Grignon — Gare ⥋ Boulogne-Billancourt — Pont de Sèvres | Plaisir - Grignon — Gare ⥋ Boulogne-Billancourt — Pont de Sèvres                     | Plaisir - Grignon — Gare ⥋ Boulogne-Billancourt — Pont de Sèvres                     | Plaisir - Grignon — Gare ⥋ Boulogne-Billancourt — Pont de Sèvres                     | Plaisir - Grignon — Gare ⥋ Boulogne-Billancourt — Pont de Sèvres                     | Plaisir - Grignon — Gare ⥋ Boulogne-Billancourt — Pont de Sèvres                     | Plaisir - Grignon — Gare ⥋ Boulogne-Billancourt — Pont de Sèvres                     | Plaisir - Grignon — Gare ⥋ Boulogne-Billancourt — Pont de Sèvres                     | Plaisir - Grignon — Gare ⥋ Boulogne-Billancourt — Pont de Sèvres                     |
| 5117  | Ouverture / Fermeture 1999 / — | Longueur —                                                                           | Durée 55-60 min                                                                      | Nb. d’arrêts 16                                                                      | Matériel —                                                                           | Jours de fonctionnement L, Ma, Me, J, V                                              | Jour / Soir / Nuit / Fêtes O / N / N / N                                             | Voy. / an —                                                                          | Dépôt Plaisir Monod                                                                  |
| 5117  | Desserte : - Villes et lieux desservis : Plaisir, Les Clayes-sous-Bois, Fontenay-le-Fleury, Saint-Cyr-l'École et Boulogne-Billancourt - Stations et gares desservies : Plaisir - Grignon, Villepreux - Les Clayes, Boulogne - Pont de Saint-Cloud et Pont de Sèvres                                        |                                                                                      |                                                                                      |                                                                                      |                                                                                      |                                                                                      |                                                                                      |                                                                                      |                                                                                      |
| 5117  | Autre : - Zones traversées : 3-5 - Arrêts non accessibles aux UFR : — - Amplitudes horaires : La ligne fonctionne du lundi au vendredi de 6 h 5 à 7 h 45 puis de 16 h 25 à 18 h 55 (du lundi au jeudi) / de 15 h 35 à 18 h 25 (le vendredi uniquement). - Date de dernière mise à jour : 28 novembre 2023. |                                                                                      |                                                                                      |                                                                                      |                                                                                      |                                                                                      |                                                                                      |                                                                                      |                                                                                      |
| 5117  | Dernière actualisation : — |                                                                                      |                                                                                      |                                                                                      |                                                                                      |                                                                                      |                                                                                      |                                                                                      |                                                                                      |

### Lignes de 5140 à 5149
| Ligne | Caractéristiques | Caractéristiques | Caractéristiques | Caractéristiques | Caractéristiques | Caractéristiques | Caractéristiques | Caractéristiques | Caractéristiques |
| 5146  | Versailles — Gare des Chantiers ⥋ Guyancourt — Technocentre - Trou Berger / Magny-les-Hameaux — Mérantais (à certaines heures) | Versailles — Gare des Chantiers ⥋ Guyancourt — Technocentre - Trou Berger / Magny-les-Hameaux — Mérantais (à certaines heures) | Versailles — Gare des Chantiers ⥋ Guyancourt — Technocentre - Trou Berger / Magny-les-Hameaux — Mérantais (à certaines heures) | Versailles — Gare des Chantiers ⥋ Guyancourt — Technocentre - Trou Berger / Magny-les-Hameaux — Mérantais (à certaines heures) | Versailles — Gare des Chantiers ⥋ Guyancourt — Technocentre - Trou Berger / Magny-les-Hameaux — Mérantais (à certaines heures) | Versailles — Gare des Chantiers ⥋ Guyancourt — Technocentre - Trou Berger / Magny-les-Hameaux — Mérantais (à certaines heures) | Versailles — Gare des Chantiers ⥋ Guyancourt — Technocentre - Trou Berger / Magny-les-Hameaux — Mérantais (à certaines heures) | Versailles — Gare des Chantiers ⥋ Guyancourt — Technocentre - Trou Berger / Magny-les-Hameaux — Mérantais (à certaines heures) | Versailles — Gare des Chantiers ⥋ Guyancourt — Technocentre - Trou Berger / Magny-les-Hameaux — Mérantais (à certaines heures) |
| ----- | --- | --- | --- | --- | --- | --- | --- | --- | --- |
| 5146  | Ouverture / Fermeture — / — | Longueur — | Durée 20-30 min | Nb. d’arrêts 10 | Matériel — | Jours de fonctionnement L, Ma, Me, J, V                                                                                        | Jour / Soir / Nuit / Fêtes O / N / N / N                                                                                       | Voy. / an — | Dépôt Trottigny |
| 5146  | Desserte : - Villes et lieux desservis : Versailles, Guyancourt et Magny-les-Hameaux - Gares desservies : Versailles-Chantiers et Versailles-Château-Rive-Gauche | | | | | | | | |
| 5146  | Autre : - Zones traversées : 4 à 5 - Arrêts non accessibles aux UFR : — - Amplitudes horaires : La ligne est en service du lundi au vendredi de 6 h à 22 h 15. La ligne fonctionne en direction de Magny de début de service jusqu'à 13 h 30 et dans le sens inverse à partir de 10 h jusqu'à fin de service. - Date de dernière mise à jour : 28 novembre 2023. | | | | | | | | |
| 5146  | Dernière actualisation : — | | | | | | | | |

### Lignes de 5150 à 5159
| Ligne | Caractéristiques | Caractéristiques                                                                    | Caractéristiques                                                                    | Caractéristiques                                                                    | Caractéristiques                                                                    | Caractéristiques                                                                    | Caractéristiques                                                                    | Caractéristiques                                                                    | Caractéristiques                                                                    |
| 5153  | Boulogne-Billancourt — Place Jules-Guesde ⥋ Guyancourt — Technocentre - Trou Berger | Boulogne-Billancourt — Place Jules-Guesde ⥋ Guyancourt — Technocentre - Trou Berger | Boulogne-Billancourt — Place Jules-Guesde ⥋ Guyancourt — Technocentre - Trou Berger | Boulogne-Billancourt — Place Jules-Guesde ⥋ Guyancourt — Technocentre - Trou Berger | Boulogne-Billancourt — Place Jules-Guesde ⥋ Guyancourt — Technocentre - Trou Berger | Boulogne-Billancourt — Place Jules-Guesde ⥋ Guyancourt — Technocentre - Trou Berger | Boulogne-Billancourt — Place Jules-Guesde ⥋ Guyancourt — Technocentre - Trou Berger | Boulogne-Billancourt — Place Jules-Guesde ⥋ Guyancourt — Technocentre - Trou Berger | Boulogne-Billancourt — Place Jules-Guesde ⥋ Guyancourt — Technocentre - Trou Berger |
| ----- | --- | ----------------------------------------------------------------------------------- | ----------------------------------------------------------------------------------- | ----------------------------------------------------------------------------------- | ----------------------------------------------------------------------------------- | ----------------------------------------------------------------------------------- | ----------------------------------------------------------------------------------- | ----------------------------------------------------------------------------------- | ----------------------------------------------------------------------------------- |
| 5153  | Ouverture / Fermeture — / — | Longueur —                                                                          | Durée 40 min                                                                        | Nb. d’arrêts 11                                                                     | Matériel —                                                                          | Jours de fonctionnement L, Ma, Me, J, V                                             | Jour / Soir / Nuit / Fêtes O / N / N / N                                            | Voy. / an —                                                                         | Dépôt Trottigny                                                                     |
| 5153  | Desserte : - Villes et lieux desservis : Boulogne-Billancourt, Meudon, Vélizy-Villacoublay, Versailles et Guyancourt - Station desservie : Pont de Sèvres |                                                                                     |                                                                                     |                                                                                     |                                                                                     |                                                                                     |                                                                                     |                                                                                     |                                                                                     |
| 5153  | Autre : - Zones traversées : 2 à 5 - Arrêts non accessibles aux UFR : — - Amplitudes horaires : La ligne est en service du lundi au vendredi de 6 h à 8 h 20 puis de 16 h 10 à 19 h 45. - Date de dernière mise à jour : 10 janvier 2025. |                                                                                     |                                                                                     |                                                                                     |                                                                                     |                                                                                     |                                                                                     |                                                                                     |                                                                                     |
| 5153  | Dernière actualisation : — |                                                                                     |                                                                                     |                                                                                     |                                                                                     |                                                                                     |                                                                                     |                                                                                     |                                                                                     |
| 5154  | Gare de Saint-Quentin (Avenue des Prés) ⥋ Orly 1, 2, 3 | Gare de Saint-Quentin (Avenue des Prés) ⥋ Orly 1, 2, 3                              | Gare de Saint-Quentin (Avenue des Prés) ⥋ Orly 1, 2, 3                              | Gare de Saint-Quentin (Avenue des Prés) ⥋ Orly 1, 2, 3                              | Gare de Saint-Quentin (Avenue des Prés) ⥋ Orly 1, 2, 3                              | Gare de Saint-Quentin (Avenue des Prés) ⥋ Orly 1, 2, 3                              | Gare de Saint-Quentin (Avenue des Prés) ⥋ Orly 1, 2, 3                              | Gare de Saint-Quentin (Avenue des Prés) ⥋ Orly 1, 2, 3                              | Gare de Saint-Quentin (Avenue des Prés) ⥋ Orly 1, 2, 3                              |
| 5154  | Ouverture / Fermeture — / — | Longueur —                                                                          | Durée 85-100 min                                                                    | Nb. d’arrêts 41                                                                     | Matériel —                                                                          | Jours de fonctionnement L, Ma, Me, J, V, S, D                                       | Jour / Soir / Nuit / Fêtes O / O / N / O                                            | Voy. / an —                                                                         | Dépôt Plaisir Monod                                                                 |
| 5154  | Desserte : - Ville et lieux desservis : Montigny-le-Bretonneux, Guyancourt, Magny-les-Hameaux, Châteaufort, Villiers-le-Bâcle, Saclay, Gif-sur-Yvette, Orsay, Palaiseau, Massy, Chilly-Mazarin, Wissous, Rungis, Paray-Vieille-Poste et Orly. - Stations et gares desservies : Gare de Saint-Quentin-en-Yvelines - Montigny-le-Bretonneux, Gare de Massy - Palaiseau, Gare de Massy TGV, Gare de Rungis - La Fraternelle (RER C et T7), Robert Schuman (T7), Aéroport d'Orly (T7) / Orly 4 et Orly 1, 2, 3 (Orlyval). |                                                                                     |                                                                                     |                                                                                     |                                                                                     |                                                                                     |                                                                                     |                                                                                     |                                                                                     |
| 5154  | Autre : - Zones traversées : 4 et 5 - Arrêts non accessibles aux UFR : — - Amplitudes horaires : La ligne fonctionne du lundi au vendredi de 5 h 30 à 0 h 35 et le week-end et jours fériés de 6 h à 0 h 30. - Date de dernière mise à jour : 28 novembre 2023. |                                                                                     |                                                                                     |                                                                                     |                                                                                     |                                                                                     |                                                                                     |                                                                                     |                                                                                     |
| 5154  | Dernière actualisation : — |                                                                                     |                                                                                     |                                                                                     |                                                                                     |                                                                                     |                                                                                     |                                                                                     |                                                                                     |

### Lignes de 5230 à 5239
| Ligne | Caractéristiques | Caractéristiques                                                       | Caractéristiques                                                       | Caractéristiques                                                       | Caractéristiques                                                       | Caractéristiques                                                       | Caractéristiques                                                       | Caractéristiques                                                       | Caractéristiques                                                       |
| 5234  | Lycée Viollet le Duc - Gare Routière ⥋ Mantes-la-Ville — Gare routière | Lycée Viollet le Duc - Gare Routière ⥋ Mantes-la-Ville — Gare routière | Lycée Viollet le Duc - Gare Routière ⥋ Mantes-la-Ville — Gare routière | Lycée Viollet le Duc - Gare Routière ⥋ Mantes-la-Ville — Gare routière | Lycée Viollet le Duc - Gare Routière ⥋ Mantes-la-Ville — Gare routière | Lycée Viollet le Duc - Gare Routière ⥋ Mantes-la-Ville — Gare routière | Lycée Viollet le Duc - Gare Routière ⥋ Mantes-la-Ville — Gare routière | Lycée Viollet le Duc - Gare Routière ⥋ Mantes-la-Ville — Gare routière | Lycée Viollet le Duc - Gare Routière ⥋ Mantes-la-Ville — Gare routière |
| ----- | --- | ---------------------------------------------------------------------- | ---------------------------------------------------------------------- | ---------------------------------------------------------------------- | ---------------------------------------------------------------------- | ---------------------------------------------------------------------- | ---------------------------------------------------------------------- | ---------------------------------------------------------------------- | ---------------------------------------------------------------------- |
| 5234  | Ouverture / Fermeture 3 septembre 2018 / — | Longueur —                                                             | Durée 25-30 min                                                        | Nb. d’arrêts 23                                                        | Matériel —                                                             | Jours de fonctionnement L, Ma, Me, J, V, S                             | Jour / Soir / Nuit / Fêtes O / N / N / N                               | Voy. / an —                                                            | Dépôt Plaisir Monod Rosny-sur-Seine                                    |
| 5234  | Desserte : - Villes et lieux desservis : Villiers-Saint-Frédéric, Neauphle-le-Vieux, Beynes, Saulx-Marchais, Auteuil, Autouillet, Thoiry, Goupillières, Hargeville, Arnouville-lès-Mantes, Breuil-Bois-Robert et Mantes-la-Ville - Gare desservie : Villiers - Neauphle - Pontchartrain et Mantes-la-Jolie |                                                                        |                                                                        |                                                                        |                                                                        |                                                                        |                                                                        |                                                                        |                                                                        |
| 5234  | Autre : - Zone traversée : 5 - Arrêts non accessibles aux UFR : — - Amplitudes horaires : La ligne fonctionne du lundi au vendredi en période scolaire de 7 h à 9 h puis de 16 h 15 à 18 h 40 (lundi, mardi, jeudi et vendredi) / de 12 h 15 à 13 h 40 puis de 16 h 15 à 18 h 40 (mercredi uniquement). - Interdiction de trafic local : Les arrêts entre Domaine de la Vallée et Mairie de Mantes-la-Ville sont soumis à une interdiction de trafic local : - en direction de Mantes-la-Ville, les arrêts étant réservés uniquement à la descente ; - en direction de Montigny-le-Bretonneux, les arrêts étant réservés uniquement à la montée. - Date de dernière mise à jour : 10 janvier 2025. |                                                                        |                                                                        |                                                                        |                                                                        |                                                                        |                                                                        |                                                                        |                                                                        |
| 5234  | Dernière actualisation : — |                                                                        |                                                                        |                                                                        |                                                                        |                                                                        |                                                                        |                                                                        |                                                                        |

### Lignes de 7801 à 7809
| Ligne | Caractéristiques | Caractéristiques                                                                                      | Caractéristiques                                                                                      | Caractéristiques                                                                                      | Caractéristiques                                                                                      | Caractéristiques                                                                                      | Caractéristiques                                                                                      | Caractéristiques                                                                                      | Caractéristiques                                                                                      |
| 7802  | Gare de Saint-Germain-en-Laye (Rue Thiers) ⥋ Pontoise Gare | Gare de Saint-Germain-en-Laye (Rue Thiers) ⥋ Pontoise Gare                                            | Gare de Saint-Germain-en-Laye (Rue Thiers) ⥋ Pontoise Gare                                            | Gare de Saint-Germain-en-Laye (Rue Thiers) ⥋ Pontoise Gare                                            | Gare de Saint-Germain-en-Laye (Rue Thiers) ⥋ Pontoise Gare                                            | Gare de Saint-Germain-en-Laye (Rue Thiers) ⥋ Pontoise Gare                                            | Gare de Saint-Germain-en-Laye (Rue Thiers) ⥋ Pontoise Gare                                            | Gare de Saint-Germain-en-Laye (Rue Thiers) ⥋ Pontoise Gare                                            | Gare de Saint-Germain-en-Laye (Rue Thiers) ⥋ Pontoise Gare                                            |
| ----- | --- | --- | --- | --- | --- | --- | --- | --- | --- |
| 7802  | Ouverture / Fermeture 1er juin 1999 / — | Longueur —                                                                                            | Durée 30-40 min                                                                                       | Nb. d’arrêts 6                                                                                        | Matériel —                                                                                            | Jours de fonctionnement L, Ma, Me, J, V, S                                                            | Jour / Soir / Nuit / Fêtes O / N / N / N                                                              | Voy. / an —                                                                                           | Dépôt Plaisir Monod                                                                                   |
| 7802  | Desserte : - Villes et lieux desservis : Saint-Germain-en-Laye, Conflans-Sainte-Honorine, Neuville-sur-Oise et Cergy - Gares desservies : Saint-Germain-en-Laye, Camp des Loges (T13), Neuville-Université, Cergy-Préfecture et Pontoise | | | | | | | | |
| 7802  | Autre : - Zones traversées : 4 et 5 - Arrêts non accessibles aux UFR : — - Amplitudes horaires : La ligne fonctionne du lundi au vendredi de 5 h 30 à 21 h 45 et le samedi à partir de 6 h 10. - Date de dernière mise à jour : 10 janvier 2025. | | | | | | | | |
| 7802  | Dernière actualisation : — | | | | | | | | |
| 7803  | Nanterre — Préfecture des Hauts-de-Seine ⥋ Gare de Saint-Quentin-en-Yvelines - Montigny-le-Bretonneux | Nanterre — Préfecture des Hauts-de-Seine ⥋ Gare de Saint-Quentin-en-Yvelines - Montigny-le-Bretonneux | Nanterre — Préfecture des Hauts-de-Seine ⥋ Gare de Saint-Quentin-en-Yvelines - Montigny-le-Bretonneux | Nanterre — Préfecture des Hauts-de-Seine ⥋ Gare de Saint-Quentin-en-Yvelines - Montigny-le-Bretonneux | Nanterre — Préfecture des Hauts-de-Seine ⥋ Gare de Saint-Quentin-en-Yvelines - Montigny-le-Bretonneux | Nanterre — Préfecture des Hauts-de-Seine ⥋ Gare de Saint-Quentin-en-Yvelines - Montigny-le-Bretonneux | Nanterre — Préfecture des Hauts-de-Seine ⥋ Gare de Saint-Quentin-en-Yvelines - Montigny-le-Bretonneux | Nanterre — Préfecture des Hauts-de-Seine ⥋ Gare de Saint-Quentin-en-Yvelines - Montigny-le-Bretonneux | Nanterre — Préfecture des Hauts-de-Seine ⥋ Gare de Saint-Quentin-en-Yvelines - Montigny-le-Bretonneux |
| 7803  | Ouverture / Fermeture — / — | Longueur —                                                                                            | Durée 45-70 min                                                                                       | Nb. d’arrêts 13                                                                                       | Matériel —                                                                                            | Jours de fonctionnement L, Ma, Me, J, V                                                               | Jour / Soir / Nuit / Fêtes O / N / N / N                                                              | Voy. / an —                                                                                           | Dépôt Plaisir Monod                                                                                   |
| 7803  | Desserte : - Villes et lieux desservis : Nanterre, Rueil-Malmaison, Bougival, La Celle-Saint-Cloud et Montigny-le-Bretonneux - Gare desservie : Saint-Quentin-en-Yvelines - Montigny-le-Bretonneux | | | | | | | | |
| 7803  | Autre : - Zones traversées : 3 à 5 - Arrêts non accessible aux UFR : — - Amplitudes horaires : La ligne fonctionne du lundi au vendredi de 6 h à 20 h 20. - Date de dernière mise à jour : 10 janvier 2025. | | | | | | | | |
| 7803  | Dernière actualisation : — | | | | | | | | |
| 7804  | Poissy — Peugeot ⥋ Montigny-le-Bretonneux — Gare routière Paul Delouvrier | Poissy — Peugeot ⥋ Montigny-le-Bretonneux — Gare routière Paul Delouvrier                             | Poissy — Peugeot ⥋ Montigny-le-Bretonneux — Gare routière Paul Delouvrier                             | Poissy — Peugeot ⥋ Montigny-le-Bretonneux — Gare routière Paul Delouvrier                             | Poissy — Peugeot ⥋ Montigny-le-Bretonneux — Gare routière Paul Delouvrier                             | Poissy — Peugeot ⥋ Montigny-le-Bretonneux — Gare routière Paul Delouvrier                             | Poissy — Peugeot ⥋ Montigny-le-Bretonneux — Gare routière Paul Delouvrier                             | Poissy — Peugeot ⥋ Montigny-le-Bretonneux — Gare routière Paul Delouvrier                             | Poissy — Peugeot ⥋ Montigny-le-Bretonneux — Gare routière Paul Delouvrier                             |
| 7804  | Ouverture / Fermeture — / — | Longueur —                                                                                            | Durée 55 à 70 min                                                                                     | Nb. d’arrêts 26                                                                                       | Matériel —                                                                                            | Jours de fonctionnement L, Ma, Me, J, V, S                                                            | Jour / Soir / Nuit / Fêtes O / N / N / N                                                              | Voy. / an —                                                                                           | Dépôt Plaisir Monod Rosny-sur-Seine                                                                   |
| 7804  | Desserte : - Villes et lieux desservis : Poissy (usine Stellantis, tribunal de proximité, médiathèque Christine-de-Pizan, hôtel de ville, théâtre, maison centrale, mosquée, complexe sportif Marcel-Cerdan, collège Les Grands Champs, halle des sports de Beauregard, centre de secours), Feucherolles (chapelle protestante Sainte-Gemme, centre culturel, mairie, salle Raymond-Dumay, église Sainte-Geneviève de Feucherolles), Thiverval-Grignon, Plaisir (zone industrielle Les Ebisoires, centre hospitalier de Plaisir - site Marc-Laurent, zone artisanale de la Briqueterie, paroisse catholique, gymnase Marie-Thérèse-Eyquem, collège Guillaume-Apollinaire, stade des Peupliers, zone artisanale de la Chaine, zone industrielle des Gâtines) et Montigny-le-Bretonneux (ESTACA - campus de Saint-Quentin-en-Yvelines, archives départementales des Yvelines, centre commercial Espace Saint Quentin, lycée d'hôtellerie et de tourisme, théâtre de Saint-Quentin-en-Yvelines) - Gares desservies : Poissy, Plaisir - Grignon et Saint-Quentin-en-Yvelines - Montigny-le-Bretonneux | | | | | | | | |
| 7804  | Autre : - Zone traversée : 5 - Arrêts non accessibles aux UFR : Peugeot, Le Cep, de Bussy à Marcel Cerdan, Mairie (vers Montigny-le-Bretonneux), Prés des Coulons, Prés des Coulons, Hôpital Charcot (vers Poissy), Marché à Pressoir, La Bataille - Amplitudes horaires : La ligne est en service du lundi au vendredi de 4 h à 22 h 15 et le samedi de 5 h 55 à 21 h 55. - Particularités : - L'arrêt Peugeot est desservi du lundi au vendredi par une course supplémentaire l'après-midi, puis une autre le soir, vers Montigny-le-Bretonneux, sauf durant une partie de l'été. En l'absence de cette desserte, les courses partent de et arrivent à Gare Nord de Poissy. - Une course supplémentaire la nuit, puis le matin, du lundi au vendredi et vers Poissy, ne sont pas programmées durant une partie de l'été. Elles ne desservent toutefois pas l'arrêt Peugeot. - Date de dernière mise à jour : 28 novembre 2023. | | | | | | | | |
| 7804  | Dernière actualisation : — | | | | | | | | |
| 7805  | Élancourt — Prague ⥋ Paris — Porte d'Orléans | Élancourt — Prague ⥋ Paris — Porte d'Orléans                                                          | Élancourt — Prague ⥋ Paris — Porte d'Orléans                                                          | Élancourt — Prague ⥋ Paris — Porte d'Orléans                                                          | Élancourt — Prague ⥋ Paris — Porte d'Orléans                                                          | Élancourt — Prague ⥋ Paris — Porte d'Orléans                                                          | Élancourt — Prague ⥋ Paris — Porte d'Orléans                                                          | Élancourt — Prague ⥋ Paris — Porte d'Orléans                                                          | Élancourt — Prague ⥋ Paris — Porte d'Orléans                                                          |
| 7805  | Ouverture / Fermeture 1er février 1995 / — | Longueur 33 km                                                                                        | Durée 50-85 min                                                                                       | Nb. d’arrêts 22                                                                                       | Matériel —                                                                                            | Jours de fonctionnement L, Ma, Me, J, V, S                                                            | Jour / Soir / Nuit / Fêtes O / N / N / N                                                              | Voy. / an —                                                                                           | Dépôt Plaisir Monod                                                                                   |
| 7805  | Desserte : - Villes et lieux desservis : Élancourt, Trappes, Montigny-le-Bretonneux, Guyancourt, Clamart, Fontenay-aux-Roses, Châtillon, Malakoff, Montrouge et Paris - Stations et gare desservies : Saint-Quentin-en-Yvelines - Montigny-le-Bretonneux, Châtillon - Montrouge, Mairie de Montrouge et Porte d'Orléans | | | | | | | | |
| 7805  | Autre : - Zones traversées : 1 à 5 - Arrêts non accessibles aux UFR : Tous - Amplitudes horaires : La ligne est en service du lundi au vendredi de 5 h 25 à 21 h 55 et le samedi jusqu'à 21 h 45. - Interdiction de trafic local : La ligne est soumise à une interdiction de trafic local en direction d'Élancourt. Depuis Paris — Porte d'Orléans, il est interdit de descendre jusqu'à l'arrêt Rond-point du Petit Clamart pour privilégier les voyageurs se rendant à Saint-Quentin-en-Yvelines. - Date de dernière mise à jour : 28 novembre 2023. | | | | | | | | |
| 7805  | Dernière actualisation : — | | | | | | | | |
| 7807  | Vélizy 2 (T6) ⥋ Saint-Quentin - Gare Routière des Prés | Vélizy 2 (T6) ⥋ Saint-Quentin - Gare Routière des Prés                                                | Vélizy 2 (T6) ⥋ Saint-Quentin - Gare Routière des Prés                                                | Vélizy 2 (T6) ⥋ Saint-Quentin - Gare Routière des Prés                                                | Vélizy 2 (T6) ⥋ Saint-Quentin - Gare Routière des Prés                                                | Vélizy 2 (T6) ⥋ Saint-Quentin - Gare Routière des Prés                                                | Vélizy 2 (T6) ⥋ Saint-Quentin - Gare Routière des Prés                                                | Vélizy 2 (T6) ⥋ Saint-Quentin - Gare Routière des Prés                                                | Vélizy 2 (T6) ⥋ Saint-Quentin - Gare Routière des Prés                                                |
| 7807  | Ouverture / Fermeture 30 août 1993 / — | Longueur —                                                                                            | Durée 35-45 min                                                                                       | Nb. d’arrêts 24                                                                                       | Matériel —                                                                                            | Jours de fonctionnement L, Ma, Me, J, V, S                                                            | Jour / Soir / Nuit / Fêtes O / N / N / N                                                              | Voy. / an —                                                                                           | Dépôt Trottigny                                                                                       |
| 7807  | Desserte : - Villes et lieux desservis : Vélizy-Villacoublay, Versailles, Guyancourt et Montigny-le-Bretonneux - Stations et gares desservies : Vélizy 2 (T6), Louvois (T6), Mairie de Vélizy (T6), L'Onde (T6) et Saint-Quentin-en-Yvelines - Montigny-le-Bretonneux | | | | | | | | |
| 7807  | Autre : - Zones traversées : 3 à 5 - Arrêts non accessibles aux UFR : — - Amplitudes horaires : La ligne est en service du lundi au vendredi de 5 h 30 à 21 h 40 et le samedi à partir de 6 h. - Date de dernière mise à jour : 10 janvier 2025. | | | | | | | | |
| 7807  | Dernière actualisation : — | | | | | | | | |
| 7808  | Mantes-la-Ville — Gare routière ⥋ Cergy-Préfecture — Gare | Mantes-la-Ville — Gare routière ⥋ Cergy-Préfecture — Gare                                             | Mantes-la-Ville — Gare routière ⥋ Cergy-Préfecture — Gare                                             | Mantes-la-Ville — Gare routière ⥋ Cergy-Préfecture — Gare                                             | Mantes-la-Ville — Gare routière ⥋ Cergy-Préfecture — Gare                                             | Mantes-la-Ville — Gare routière ⥋ Cergy-Préfecture — Gare                                             | Mantes-la-Ville — Gare routière ⥋ Cergy-Préfecture — Gare                                             | Mantes-la-Ville — Gare routière ⥋ Cergy-Préfecture — Gare                                             | Mantes-la-Ville — Gare routière ⥋ Cergy-Préfecture — Gare                                             |
| 7808  | Ouverture / Fermeture — / — | Longueur —                                                                                            | Durée 60-70 min                                                                                       | Nb. d’arrêts 11                                                                                       | Matériel —                                                                                            | Jours de fonctionnement L, Ma, Me, J, V, S                                                            | Jour / Soir / Nuit / Fêtes O / N / N / N                                                              | Voy. / an —                                                                                           | Dépôt Rosny-sur-Seine                                                                                 |
| 7808  | Desserte : - Villes et lieux desservis : Mantes-la-Ville, Mantes-la-Jolie, Bouafle, Les Mureaux, Meulan-en-Yvelines, Hardricourt, Condécourt et Cergy - Gares desservies : Mantes-la-Jolie, Mantes-Station, Les Mureaux, Meulan - Hardricourt, Cergy-Saint-Christophe et Cergy-Préfecture | | | | | | | | |
| 7808  | Autre : - Zone traversée : 5 - Arrêts non accessibles aux UFR : — - Amplitudes horaires : La ligne fonctionne du lundi au vendredi de 5 h 30 à 22 h 5 et le samedi à partir de 6 h. - Particularités : Les arrêts Cergy-Saint-Christophe — Gare RER SNCF et Cergy -Chauffours - Marjiberts ne sont pas desservis du lundi au vendredi avant 10 h 30 en direction de Mantes-la-Ville et dans le sens inverse après 15 h 30. Il existe des services entre Les Mureaux — Gare SNCF et Cergy-Préfecture — Gare RER SNCF à certaines heures du lundi au vendredi. - Interdiction de trafic local : L'arrêt Calmette est réservé à la montée en direction de Cergy et à la descente dans le sens inverse et les arrêts Cergy-Saint-Christophe — Gare RER SNCF et Marjoberts sont réservés à la descente en direction de Cergy et à la montée dans le sens inverse. - Date de dernière mise à jour : 10 janvier 2025. | | | | | | | | |
| 7808  | Dernière actualisation : — | | | | | | | | |

### Lignes de 7810 à 7819
| Ligne | Caractéristiques | Caractéristiques                                                                                       | Caractéristiques                                                                                       | Caractéristiques                                                                                       | Caractéristiques                                                                                       | Caractéristiques                                                                                       | Caractéristiques                                                                                       | Caractéristiques                                                                                       | Caractéristiques                                                                                       |
| 7815  | Saint-Cloud — Gare - Hôpital ⥋ Plaisir — Z.I. Les Gâtines (le matin) / Plaisir — La Bataille (le soir) | Saint-Cloud — Gare - Hôpital ⥋ Plaisir — Z.I. Les Gâtines (le matin) / Plaisir — La Bataille (le soir) | Saint-Cloud — Gare - Hôpital ⥋ Plaisir — Z.I. Les Gâtines (le matin) / Plaisir — La Bataille (le soir) | Saint-Cloud — Gare - Hôpital ⥋ Plaisir — Z.I. Les Gâtines (le matin) / Plaisir — La Bataille (le soir) | Saint-Cloud — Gare - Hôpital ⥋ Plaisir — Z.I. Les Gâtines (le matin) / Plaisir — La Bataille (le soir) | Saint-Cloud — Gare - Hôpital ⥋ Plaisir — Z.I. Les Gâtines (le matin) / Plaisir — La Bataille (le soir) | Saint-Cloud — Gare - Hôpital ⥋ Plaisir — Z.I. Les Gâtines (le matin) / Plaisir — La Bataille (le soir) | Saint-Cloud — Gare - Hôpital ⥋ Plaisir — Z.I. Les Gâtines (le matin) / Plaisir — La Bataille (le soir) | Saint-Cloud — Gare - Hôpital ⥋ Plaisir — Z.I. Les Gâtines (le matin) / Plaisir — La Bataille (le soir) |
| ----- | --- | --- | --- | --- | --- | --- | --- | --- | --- |
| 7815  | Ouverture / Fermeture 1990 / — | Longueur —                                                                                             | Durée 35-45 min                                                                                        | Nb. d’arrêts 14                                                                                        | Matériel —                                                                                             | Jours de fonctionnement L, Ma, Me, J, V                                                                | Jour / Soir / Nuit / Fêtes O / N / N / N                                                               | Voy. / an —                                                                                            | Dépôt Plaisir Monod                                                                                    |
| 7815  | Desserte : - Villes et lieux desservis : Saint-Cloud, Trappes, Élancourt et Plaisir - Stations et gares desservies : Saint-Cloud et Parc de Saint-Cloud (T2) | | | | | | | | |
| 7815  | Autre : - Zones traversées : 3-5 - Arrêts non accessibles aux UFR : — - Amplitudes horaires : La ligne fonctionne du lundi au vendredi de 6 h 50 à 20 h 40. - Particularités : L'arrêt Plaisir — Decaux est desservi à certaines heures. - Date de dernière mise à jour : 28 novembre 2023. | | | | | | | | |
| 7815  | Dernière actualisation : — | | | | | | | | |
| 7816  | Cergy-Préfecture — Gare RER ⥋ Gare de Saint-Quentin-en-Yvelines RER SNCF | Cergy-Préfecture — Gare RER ⥋ Gare de Saint-Quentin-en-Yvelines RER SNCF                               | Cergy-Préfecture — Gare RER ⥋ Gare de Saint-Quentin-en-Yvelines RER SNCF                               | Cergy-Préfecture — Gare RER ⥋ Gare de Saint-Quentin-en-Yvelines RER SNCF                               | Cergy-Préfecture — Gare RER ⥋ Gare de Saint-Quentin-en-Yvelines RER SNCF                               | Cergy-Préfecture — Gare RER ⥋ Gare de Saint-Quentin-en-Yvelines RER SNCF                               | Cergy-Préfecture — Gare RER ⥋ Gare de Saint-Quentin-en-Yvelines RER SNCF                               | Cergy-Préfecture — Gare RER ⥋ Gare de Saint-Quentin-en-Yvelines RER SNCF                               | Cergy-Préfecture — Gare RER ⥋ Gare de Saint-Quentin-en-Yvelines RER SNCF                               |
| 7816  | Ouverture / Fermeture — / — | Longueur —                                                                                             | Durée 25-90 min                                                                                        | Nb. d’arrêts 8                                                                                         | Matériel —                                                                                             | Jours de fonctionnement L, Ma, Me, J, V, S                                                             | Jour / Soir / Nuit / Fêtes O / N / N / N                                                               | Voy. / an —                                                                                            | Dépôt Plaisir Monod                                                                                    |
| 7816  | Desserte : - Villes et lieux desservis : Cergy, Neuville-sur-Oise, Conflans-Sainte-Honorine, Poissy et Montigny-le-Bretonneux - Gares desservies : Cergy-Préfecture, Neuville-Université, Conflans-Sainte-Honorine, Poissy et Saint-Quentin-en-Yvelines - Montigny-le-Bretonneux | | | | | | | | |
| 7816  | Autre : - Zone traversée : 5 - Arrêts non accessibles aux UFR : — - Amplitudes horaires : La ligne fonctionne du lundi au vendredi de 5 h 30 à 22 h et le samedi à partir de 6 h. - Particularités : Il existe des services entre Poissy — Gare RER et Gare de Saint-Quentin-en-Yvelines RER SNCF du lundi au vendredi aux heures de pointe dans les deux sens. L'arrêt Poissy — Notre-Dame est du lundi au vendredi en période scolaire aux heures d'entrée et de sortie de l'établissement. Le 11 juillet 2022, Transdev Conflans reprend l'exploitation de cette ligne à l'établissement de Montesson Les Rabaux. - Date de dernière mise à jour : 28 novembre 2023.                                 | | | | | | | | |
| 7816  | Dernière actualisation : — | | | | | | | | |
| 7818  | Gare de Saint-Quentin-en-Yvelines (Paul Delouvrier) ⥋ Mantes-la-Ville — Gare routière | Gare de Saint-Quentin-en-Yvelines (Paul Delouvrier) ⥋ Mantes-la-Ville — Gare routière                  | Gare de Saint-Quentin-en-Yvelines (Paul Delouvrier) ⥋ Mantes-la-Ville — Gare routière                  | Gare de Saint-Quentin-en-Yvelines (Paul Delouvrier) ⥋ Mantes-la-Ville — Gare routière                  | Gare de Saint-Quentin-en-Yvelines (Paul Delouvrier) ⥋ Mantes-la-Ville — Gare routière                  | Gare de Saint-Quentin-en-Yvelines (Paul Delouvrier) ⥋ Mantes-la-Ville — Gare routière                  | Gare de Saint-Quentin-en-Yvelines (Paul Delouvrier) ⥋ Mantes-la-Ville — Gare routière                  | Gare de Saint-Quentin-en-Yvelines (Paul Delouvrier) ⥋ Mantes-la-Ville — Gare routière                  | Gare de Saint-Quentin-en-Yvelines (Paul Delouvrier) ⥋ Mantes-la-Ville — Gare routière                  |
| 7818  | Ouverture / Fermeture 1995 / — | Longueur —                                                                                             | Durée 65-95 min                                                                                        | Nb. d’arrêts 42                                                                                        | Matériel —                                                                                             | Jours de fonctionnement L, Ma, Me, J, V, S                                                             | Jour / Soir / Nuit / Fêtes O / N / N / N                                                               | Voy. / an —                                                                                            | Dépôt Plaisir Monod Rosny-sur-Seine                                                                    |
| 7818  | Desserte : - Villes et lieux desservis : Montigny-le-Bretonneux, Trappes, Élancourt, Plaisir, Neauphle-le-Château, Jouars-Pontchartrain, Villiers-Saint-Frédéric, Neauphle-le-Vieux, Beynes, Saulx-Marchais, Auteuil, Autouillet, Thoiry, Hargeville, Arnouville-lès-Mantes, Breuil-Bois-Robert et Mantes-la-Ville - Gares desservies : Saint-Quentin-en-Yvelines - Montigny-le-Bretonneux, Villiers - Neauphle - Pontchartrain et Mantes-la-Jolie | | | | | | | | |
| 7818  | Autre : - Zone traversée : 5 - Arrêts non accessibles aux UFR : — - Amplitudes horaires : La ligne fonctionne du lundi au vendredi de 5 h 10 à 22 h 35 et le samedi de 6 h à 22 h 10. - Particularités : La gare routière du lycée de Villiers-Saint-Frédéric est desservie uniquement en période scolaire. - Interdiction de trafic local : Les arrêts entre Domaine de la Vallée et Mairie de Mantes-la-Ville sont soumis à une interdiction de trafic local : - en direction de Mantes-la-Ville, les arrêts étant réservés uniquement à la descente ; - en direction de Montigny-le-Bretonneux, les arrêts étant réservés uniquement à la montée. - Date de dernière mise à jour : 28 novembre 2023. | | | | | | | | |
| 7818  | Dernière actualisation : — | | | | | | | | |

### Lignes de 9110 à 9119
| Ligne | Caractéristiques | Caractéristiques                                  | Caractéristiques                                  | Caractéristiques                                  | Caractéristiques                                  | Caractéristiques                                  | Caractéristiques                                  | Caractéristiques                                  | Caractéristiques                                  |
| 9111  | Gare de Saint-Quentin ⥋ Gare de Massy - Palaiseau | Gare de Saint-Quentin ⥋ Gare de Massy - Palaiseau | Gare de Saint-Quentin ⥋ Gare de Massy - Palaiseau | Gare de Saint-Quentin ⥋ Gare de Massy - Palaiseau | Gare de Saint-Quentin ⥋ Gare de Massy - Palaiseau | Gare de Saint-Quentin ⥋ Gare de Massy - Palaiseau | Gare de Saint-Quentin ⥋ Gare de Massy - Palaiseau | Gare de Saint-Quentin ⥋ Gare de Massy - Palaiseau | Gare de Saint-Quentin ⥋ Gare de Massy - Palaiseau |
| ----- | --- | ------------------------------------------------- | ------------------------------------------------- | ------------------------------------------------- | ------------------------------------------------- | ------------------------------------------------- | ------------------------------------------------- | ------------------------------------------------- | ------------------------------------------------- |
| 9111  | Ouverture / Fermeture 27 août 2018 / — | Longueur —                                        | Durée 35-50 min                                   | Nb. d’arrêts 19                                   | Matériel —                                        | Jours de fonctionnement L, Ma, Me, J, V, S        | Jour / Soir / Nuit / Fêtes O / N / N / N          | Voy. / an —                                       | Dépôts Plaisir Monod                              |
| 9111  | Desserte : - Ville et lieux desservis : Montigny-le-Bretonneux, Guyancourt, Magny-les-Hameaux, Châteaufort, Villiers-le-Bâcle, Saclay, Palaiseau et Massy - Gares desservies : Saint-Quentin-en-Yvelines - Montigny-le-Bretonneux et Massy - Palaiseau |                                                   |                                                   |                                                   |                                                   |                                                   |                                                   |                                                   |                                                   |
| 9111  | Autre : - Zones traversées : 4 et 5 - Arrêts non accessibles aux UFR : — - Amplitudes horaires : La ligne fonctionne du lundi au vendredi de 5 h 30 à 22 h 45 et le samedi de 7 h à 20 h 40. - Particularités : L'arrêt Technocentre - Gare routière n'est pas desservi du lundi au vendredi après 20 h et le samedi toute la journée. - Date de dernière mise à jour : 28 novembre 2023. |                                                   |                                                   |                                                   |                                                   |                                                   |                                                   |                                                   |                                                   |
| 9111  | Dernière actualisation : — |                                                   |                                                   |                                                   |                                                   |                                                   |                                                   |                                                   |                                                   |

## Gestion et exploitation
Les réseaux de transports en commun franciliens sont organisés par Île-de-France Mobilités. L'exploitation du réseau de bus Île-de-France Ouest revient à Francilité Express Ouest depuis le 1er janvier 2024.

### Parc de véhicules

#### Dépôts
Les dépôts ont pour mission de remiser les différents véhicules, mais également d'assurer leur entretien préventif et curatif. L'entretien curatif ou correctif a lieu quand une panne ou un dysfonctionnement est signalé par un machiniste.
Le nouvel exploitant récupère les Centres Opérationnels Bus (COB) de Plaisir - Monod, appartenant anciennement à Hourtoule, et celui de Rosny-sur-Seine.

#### Détails du parc
Le réseau de bus Île-de-France Ouest est doté d'un parc de véhicules composé d'autobus standards et d'autocars interurbains.

#### Autobus standards
| Marque        | Modèle          | Nombre de véhicules | Numéros de parc               | Période de mise en service   | Affectations | Observations                                                                                     |
| ------------- | --------------- | ------------------- | ----------------------------- | ---------------------------- | ------------ | ------------------------------------------------------------------------------------------------ |
| Mercedes-Benz | Citaro LE Ü     | 2                   | 754 ; 237608                  | Entre Juin 2007 et Août 2011 | 5154 9111    | Ex-Transports Daniel Meyer depuis le 1er janvier 2024 (exploités en sous-traitance par la SAVAC) |
| Mercedes-Benz | Citaro LE Ü C2  | 1                   | 237631                        | Depuis Octobre 2014          | 5154 9111    | Ex-LCJ Autocars depuis le 1er janvier 2024                                                       |
| Mercedes-Benz | Citaro Ü C2 NGT | 9                   | 237643-237645 ; 237676-237681 | Entre Mars 2016 et Juin 2018 | 5154 9111    | Ex-Transdev Les Cars d'Orsay depuis le 1er janvier 2024                                          |

#### Autocars interurbains
| Marque        | Modèle              | Nombre de véhicules | Numéros de parc | Période de mise en service           | Affectations                                                                    | Observations |
| ------------- | ------------------- | ------------------- | --- | ------------------------------------ | ------------------------------------------------------------------------------- | --- |
| Irisbus       | Arway               | 1                   | 237609 | Depuis Octobre 2011                  | 5117 5154 7802 7803 7804 7805 7807 7815 7816 7818 9111                          | Ex-Transdev Conflans depuis le 1er janvier 2024 |
| Irisbus       | Crossway            | 3                   | 237104 ; 237606 ; 237613 | Entre Mars 2008 et Juillet 2012      | 5116 5117 5154 5234 7802 7803 7804 7805 7807 7808 7815 7816 7818 9111           | 237104 : Ex-Transdev SETRA depuis le 1er janvier 2024 (exploité en sous-traitance par la SAVAC) 237606 : Ex-SAVAC depuis le 1er janvier 2024 237613 : Ex-Transdev Conflans depuis le 1er janvier 2024 |
| Irisbus       | Evadys H            | 1                   | 217283 | Depuis Août 2009                     | 5117 5154 7802 7803 7804 7805 7807 7815 7816 7818 9111                          | Ex-Tim Bus depuis le 1er septembre 2024 |
| Irisbus       | Récréo II           | 1                   | 207087 | Depuis Septembre 2010                | 5117 5154 7802 7803 7804 7805 7807 7815 7816 7818 9111                          | Ex-Transdev Marne et Morin depuis le 1er février 2025 |
| Iveco Bus     | Crossway High Value | 1                   | 237629 | Depuis Septembre 2014                | 5117 5154 7802 7803 7804 7805 7807 7815 7816 7818 9111                          | Ex-Transdev Conflans depuis le 1er janvier 2024 |
| Iveco Bus     | Crossway LE Line    | 5                   | 227553-227557 | Depuis Octobre 2019                  | 5154 9111                                                                       | Ex-Transdev CEAT depuis le 1er janvier 2024 |
| Iveco Bus     | Crossway Line       | 2                   | 237703-237704 | Depuis Juin 2020                     | 5146 5153                                                                       | Exploités en sous-traitance par la SAVAC depuis le 1er janvier 2024 |
| Iveco Bus     | Crossway Line NP    | 11                  | 247143 ; 247163-247172 | Depuis Novembre 2024                 | 5116 5234 78047808 7818                                                         | Arrivés après la mise en service de la Délégation de Service Public (DSP) |
| Iveco Bus     | Crossway Pop        | 1                   | 3157 | Depuis Novembre 2018                 | En réserve                                                                      | Ex-LCJ Autocars depuis le 1er janvier 2024 (exploité en sous-traitance par la SAVAC) |
| Mercedes-Benz | Intouro II          | 14                  | 237602 ; 237620-237621 ; 237626 ; 237634-237636 ; 237638 ; 237647 ; 237666-237667 ; 237675 ; 237697 ; 237705                                                                          | Entre Avril 2010 et Juillet 2020     | 5116 5117 5154 5234 7802 7803 7804 7805 7807 7808 7815 7816 7818 9111           | 237602 : Ex-SAVAC depuis le 1er janvier 2024 237620-237621, 237626, 237638, 237647, 237666-237667, 237675, 237697, 237705 : Ex-Transdev Montesson Les Rabaux depuis le 1er janvier 2024 237634 : Ex-Transdev Houdan depuis le 1er janvier 2024 237635-237636 : Ex-Transdev SETRA depuis le 1er janvier 2024 |
| Mercedes-Benz | Intouro II E        | 1                   | 237607 | Depuis Juillet 2011                  | 5116 5234 7804 7808 7818                                                        | Ex-Transdev Houdan depuis le 1er janvier 2024 |
| Mercedes-Benz | Intouro II EL       | 5                   | 237615-237619 | Entre Juin 2013 et Janvier 2014      | 5116 5117 5154 5234 7802 7803 7804 7805 7807 7808 7815 7816 7818 9111           | 237615, 237619 : Ex-SAVAC depuis le 1er janvier 2024 237616-237617 : Ex-Transdev SETRA depuis le 1er janvier 2024 237618 : Ex-Transdev Montesson Les Rabaux depuis le 1er janvier 2024 |
| Mercedes-Benz | Intouro II L        | 9                   | 237651-237652 ; 237668 ; 237688-237691 ; 237696 ; 237706 | Entre Octobre 2017 et Août 2020      | 5117 5146 5153 5154 7802 7803 7804 7805 7807 7815 7816 7818 9111                | 237651-237652, 237688-237691 : Ex-SAVAC depuis le 1er janvier 2024 237668, 237696, 237706 : Ex-Transdev Conflans depuis le 1er janvier 2024 Véhicules exploités en sous-traitance par la SAVAC : 237651, 237689-237691 |
| Mercedes-Benz | Intouro II M        | 35                  | 227538 ; 237454 ; 237610 ; 237633 ; 237637 ; 237639-237642 ; 237648-237650 ; 237653 ; 237657-237659 ; 237665 ; 237669-237674 ; 237684-237688 ; 237692-237693 ; 237695 ; 237698-237702 | Entre Janvier 2011 et Septembre 2019 | 5116 5117 5146 5153 5154 5234 7802 7803 7804 7805 7807 7808 7815 7816 7818 9111 | 227538 : Ex-Dunois depuis le 1er septembre 2024 (exploité en sous-traitance par la SAVAC) 237454, 237610, 237637 : Ex-Transdev Nanterre depuis le 1er janvier 2024 237633, 237642 : Ex-SAVAC depuis le 1er janvier 2024 237639-237641, 237648-237649, 237657-237659, 237665, 237684-237688, 237698-237700 : Ex-Transdev Autocars Tourneux depuis le 1er janvier 2024 237650 : Ex-Transdev CSO depuis le 1er janvier 2024 237692-237693, 237695, 237701-237702 : Ex-Transdev Houdan depuis le 1er janvier 2024 Véhicules exploités en sous-traitance par la SAVAC : 237653, 237669-237674 |
| Mercedes-Benz | Intouro II ME       | 3                   | 237611-237612 ; 237614 | Entre Mai 2012 et Octobre 2012       | 5116 5117 5154 5234 7802 7803 7804 7805 7807 7808 7815 7816 7818 9111           | 237611 : Ex-SAVAC depuis le 1er janvier 2024 237612 : Ex-Transdev CSO depuis le 1er janvier 2024 237614 : Ex-Transdev Houdan depuis le 1er janvier 2024 |
| Setra         | S 415 H             | 1                   | 23077 | Depuis Avril 2013                    | En réserve                                                                      | Ex-Cars Lacroix depuis le 1er mai 2024 (exploité en sous-traitance par la SAVAC) |
| Setra         | S 415 ÜL            | 25                  | H256 ; H259-H260 ; 237597-237601 ; 237603 ; 237627-237628 ; 237630 ; 237632 ; 237646 ; 237654-237656 ; 237660-237664 ; 237682-237683 ; 237694                                         | Entre Juin 2009 et Décembre 2018     | 5117 5154 7802 7803 7804 7805 7807 7815 7816 7818 9111                          | Ex-Cars Hourtoule depuis le 1er janvier 2024 |
| Setra         | S 417 ÜL            | 9                   | 1063-1064 ; 1097 ; 238001-238006 | Entre Juillet 2013 et Avril 2018     | 5117 7815                                                                       | 1063-1064, 2097 : Ex-Cars Lacroix depuis les 1er janvier 2024 et 1er août 2024 238001-238006 : Ex-Cars Hourtoule depuis le 1er janvier 2024 |
| Setra         | S 531 DT            | 3                   | 238008; 238011-238012 | Entre Octobre 2019 et Novembre 2020  | 7805 7815                                                                       | Ex-Cars Hourtoule depuis les 1er janvier 2024 et 1er août 2024 |

### Tarification et fonctionnement

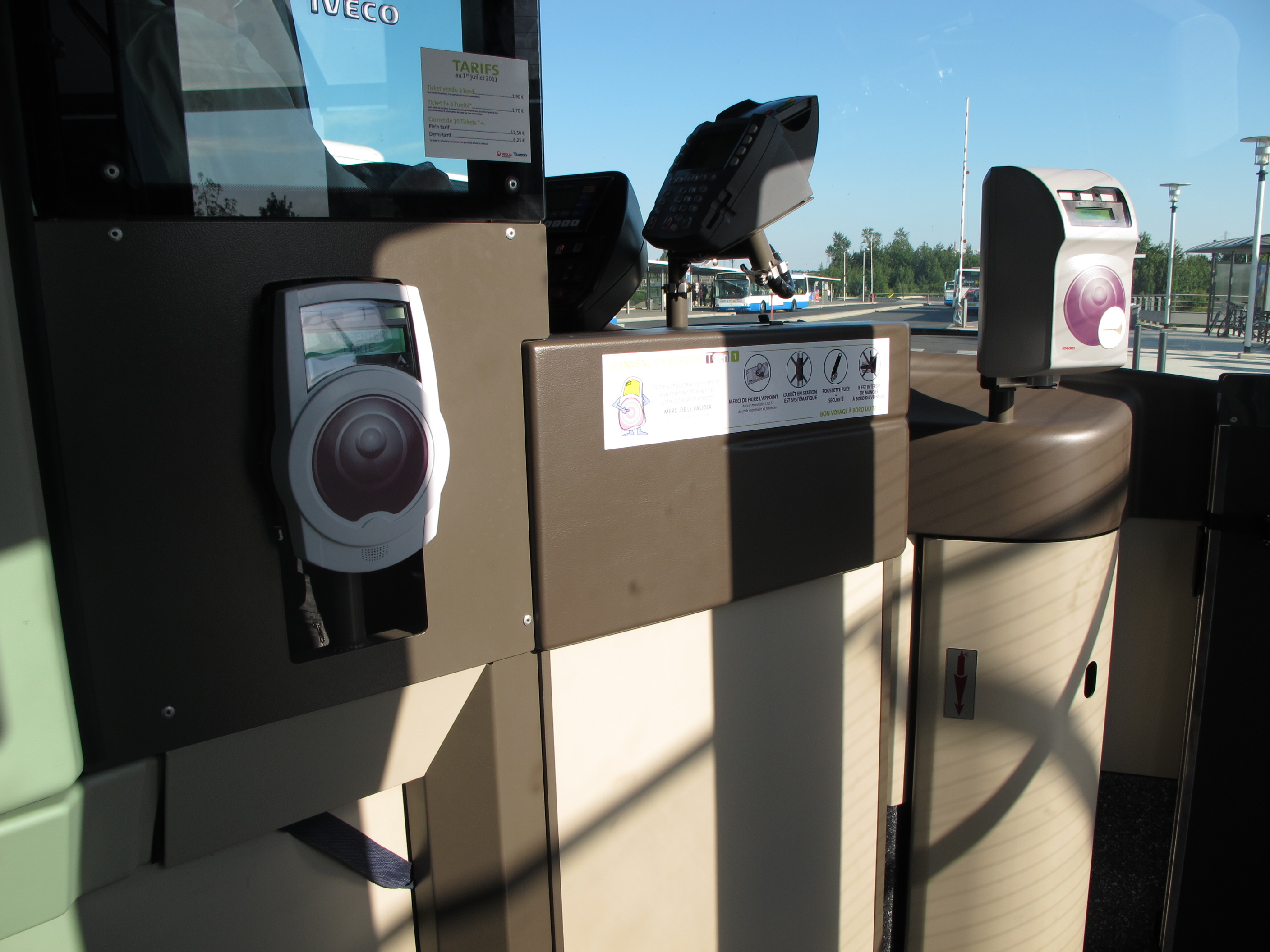
Validateurs pour passes Navigo (à gauche) et pour tickets carton (à droite) présents dans les bus et tramway.

La tarification des lignes d'autobus d'Île-de-France est unifiée et accessible avec les mêmes abonnements. Un ticket « bus-tram », qui remplace le ticket t+ au 1er janvier 2025, permet un trajet simple quelle que soit la distance, avec une ou plusieurs correspondances possibles avec les autres lignes de bus et de tramway pendant une durée maximale de 1 h 30 entre la première et dernière validation. En revanche, un ticket validé dans un bus ne permet pas d'emprunter le métro, ni le Transilien et le RER. Les lignes Orlybus et Roissybus, assurant de façon directe les dessertes aéroportuaires via autoroute, disposent d'une tarification spécifique mais sont accessibles avec les abonnements habituels.
Les tarifs des billets et abonnements dont le montant est limité par décision politique ne couvrent pas les frais réels de transport. Le manque à gagner est compensé par l'autorité organisatrice, Île-de-France Mobilités, présidée depuis 2005 par le président du conseil régional d'Île-de-France et composé d'élus locaux. Elle définit les conditions générales d'exploitation ainsi que la durée et la fréquence des services. L'équilibre financier du fonctionnement est assuré par une dotation globale annuelle aux transporteurs de la région grâce au versement mobilité payé par les entreprises et aux contributions des collectivités publiques.